# نخستین تجزیه لهستان

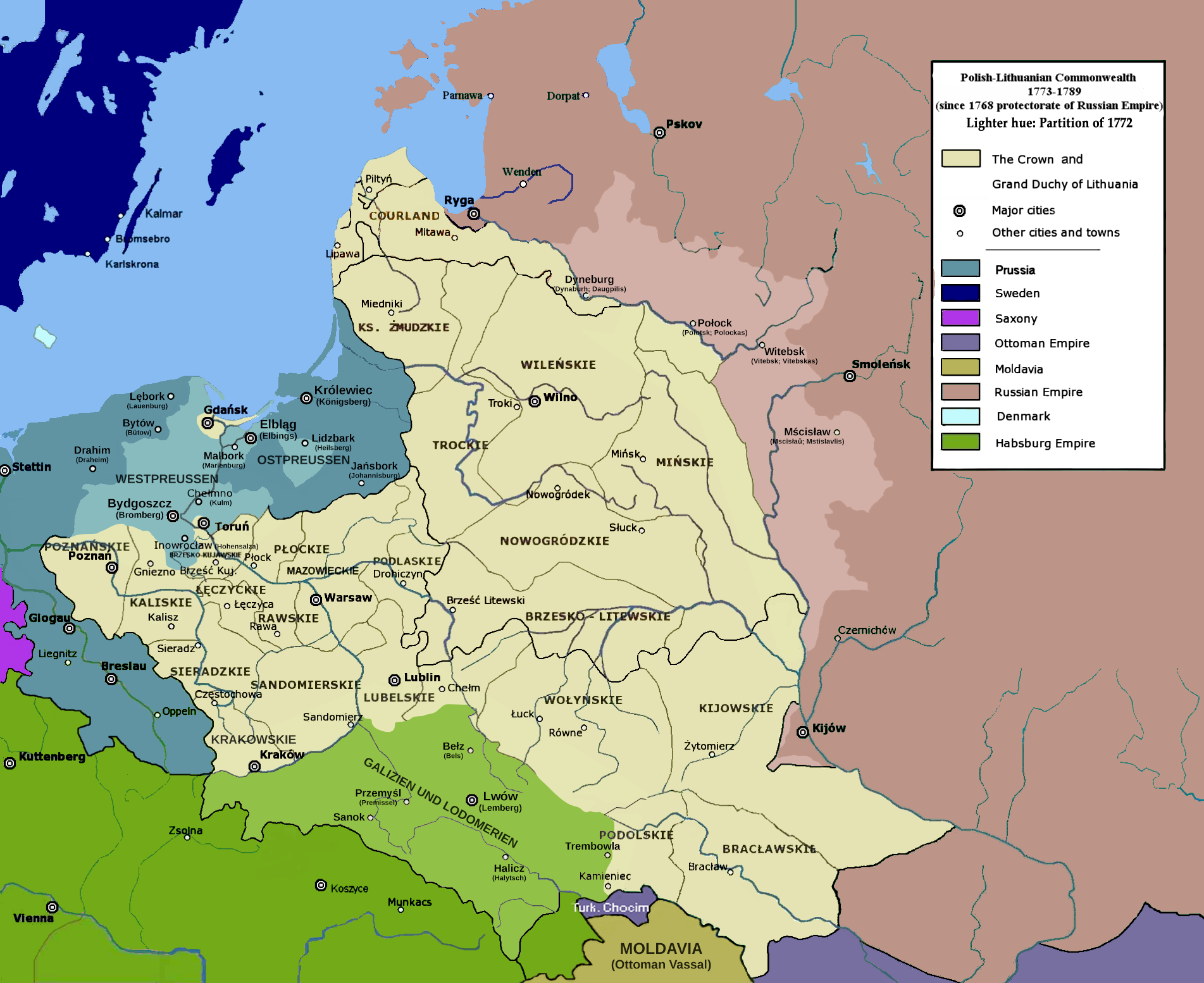
۷۶۹ × ۶۰۰px

نخستین تجزیه لهستان یا نخستین تجزیه همسود لهستان–لیتوانی در سال ۱۷۷۲ میلادی به عنوان نخستین مرحله از تجزیه لهستان رخ داد؛ واقعه‌ای که عاقبت به پایان حیات همسود لهستان–لیتوانی در ۱۷۹۵ میلادی ختم گردید. رشد قدرت امپراتوری روسیه، که باعث تهدید پادشاهی پروس و امپراتوری اتریش شد، انگیزه اصلی این تجزیه به حساب می‌آید.
فردریش دوم، شاه پروس، این تجزیه را برای محافظت از اتریش در برابر پیشروی ارتش روسیه در خاک عثمانی که تهدیدی برای اروپای مرکزی بود، مهندسی کرد. دولت همسود لهستان–لیتوانی که طی سالهای قبل به شدت تضعیف شده و از جانب همسایگان نیرومندش یعنی پروس، اتریش و روسیه تهدید می‌شد، قصد داشت به نوعی موازنه قدرت را در اروپای شرقی و مرکزی حفظ کند اما از آنجا که در این کار موفقیتی بدست نیاورد، به سرعت مغلوب نیروهای خارجی شد و از دست دادن بخش‌هایی از قلمرو خود را قبول کرد.